# هدسر (باكينجهامشير)
هدسر (بالإنجليزية: Hedsor)‏ هي قرية وأبرشية مدنية تقع في المملكة المتحدة في إنجلترا. يقدر عدد سكانها بـ 95 نسمة .